# Etrap

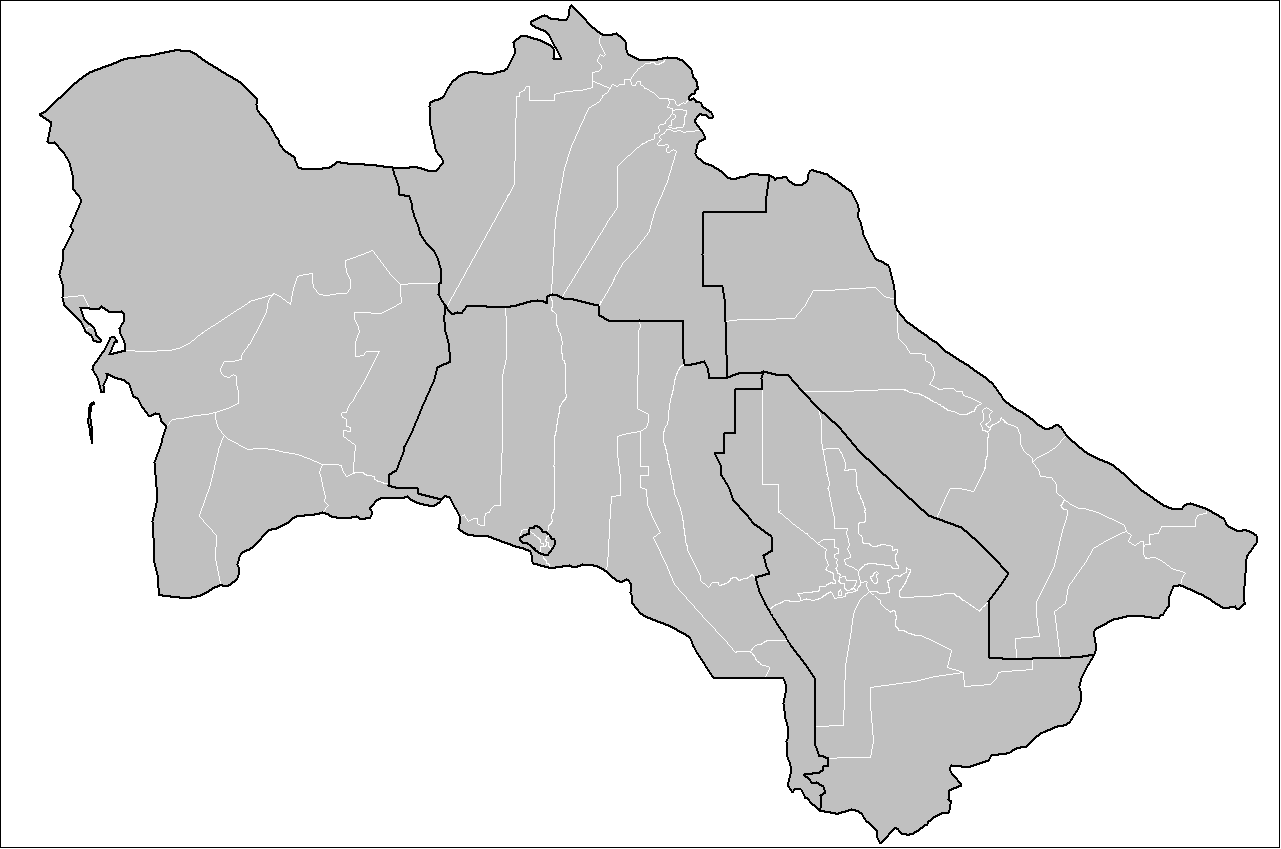
Mapa de los etrapalar en Turkmenistán

Un etrap (en turkmeno: etrap, en ruso: Этрап, en plural: etraplar) es una unidad administrativa de segundo rango en la actual República de Turkmenistán.
Los velayat, correspondientes con los antiguos óblast de la RSS de Turkmenistán, se subdividen en etrap que se corresponden con los antiguos raiones. Los etraplar se subdividen en ciudades de subordinación local, pueblos y gengeshlik, correspondientes a los selsoviet soviéticos. Los presidentes de los etrap son nombrados por el presidente de la república de Turkmenistán. 
Hasta 2008, los órganos representativos de cada etrap eran los jalk maslajaty, cuyos miembros eran escogidos por los ciudadanos de cada unidad administrativa-territorial, según la constitución de 2003.